# Вавиловка (Коми)
Вавиловка — деревня в Прилузском районе республики Коми в составе сельского поселения Прокопьевка.

## География
Находится в верховьях реки Летка на расстоянии менее 1 километра на северо-запад от центра поселения села Прокопьевка.

## История
Известно с 1873 года, когда здесь было отмечено дворов 5 и жителей 29, в 1905 21 и 144, в 1926 23 и 123.

## Население
Постоянное население  составляло 31 человек (коми 81%) в 2002 году, 5 в 2010 .